# Mantidactylus ulcerosus
Espèce
Synonymes
- Limnodytes ulcerosus Boettger, 1880

Statut de conservation UICN

 LC  : Préoccupation mineure
Mantidactylus ulcerosus est une espèce d'amphibiens de la famille des Mantellidae.

## Taxinomie
Son aire de répartition très large incluant à la fois des zones humides et sèches incite à penser que ce taxon serait un complexe de plusieurs espèces.

## Répartition

Aire de répartition de Mantidactylus ulcerosus.

Cette espèce est endémique de Madagascar. Elle est présente du niveau de la mer jusqu'à 1 600 m d'altitude.

## Publication originale
- Boettger, 1880 : Diagnoses reptilium et batrachiorum novorum a Carolo Ebenau in insula Nossi-Bé Madagascariensi lectorum. Zoologischer Anzeiger, vol. 3, p. 279-283 (texte intégral).